# Trochtelfingen
Trochtelfingen – miasto w Niemczech, w kraju związkowym Badenia-Wirtembergia, w rejencji Tybinga, w regionie Neckar-Alb, w powiecie Reutlingen Leży w Jurze Szwabskiej, ok. 20 km na południe od Reutlingen.